# Deutsche Cadre-47/1-Meisterschaft 1978/79

Veranstaltungsort: Erkelenz

Die Deutsche Cadre-47/1-Meisterschaft 1978/79 ist eine Billard-Turnierserie und fand vom 18. bis zum 21. Januar 1979 in Erkelenz zum 13. Mal statt.

## Geschichte
Ungeschlagen sicherte sich der Bochumer Klaus Hose seinen zweiten Deutschen Meistertitel im Cadre 47/1. Er war auch der einzige Akteur der das ganze Turnier konstant gut spielte. Für den Vorjahresmeister Thomas Wildförster startete die Meisterschaft mit einer derben Enttäuschung. Gegen den Münchener Peter Sporer kam er nie so richtig in das Match und verlor mit 220:300 in mäßigen 28 Aufnahmen. Es war zwar nur eine Niederlage bis zum letzten Match gegen Hose, aber selbst bei einem Sieg war der Titel nicht mehr möglich. So verlor er auch diese Partie mit 101:300 in acht Aufnahmen. Platz drei belegte der erst 20-jährige Essener Norbert Ohagen, der für den BC Feldmark 34 Gelsenkirchen an den Start ging. Leider musste der viermalige Deutsche Meister im Cadre 47/1 Dieter Müller seine Teilnahme am Turnier kurzfristig absagen, da seine Frau schwer erkrankt war.

## Modus
Gespielt wurde das ganze Turnier im Round-Robin-Modus. Das ganze Turnier wurde bis 300 Punkte gespielt.
Die Endplatzierung ergab sich aus folgenden Kriterien:
1. Matchpunkte
2. Generaldurchschnitt (GD)
3. Bester Einzeldurchschnitt (BED)
4. Höchstserie (HS)

## Teilnehmer nach Ausgangsklassement
1. Thomas Wildförster (BSV Velbert) (Titelverteidiger)
2. Klaus Hose (DBC Bochum 1926)
3. Wolfgang Fischer (BC Ostend Iserlohn)
4. Fritz Günther (BA Saar 05 Saarbrücken)
5. Norbert Ohagen (BC Feldmark 34 Gelsenkirchen)
6. Peter Sporer (BSV München)

## Abschlusstabelle
| MP    | Match Points (Sieger = 2; Unentschieden = 1; Verlierer = 0) |
| Pkte. | Erzielte Karambolagen                                       |
| Aufn. | Benötigte Versuche                                          |
| GD    | Generaldurchschnitt                                         |
| BED   | Bester Einzeldurchschnitt eines Spielers                    |
| HS    | Höchstserie                                                 |
|       | Bester GD des Turniers                                      |
|       | Bester ED des Turniers                                      |
|       | Beste HS des Turniers                                       |
|       | 1. Platz (Gold)                                             |
|       | 2. Platz (Silber)                                           |
|       | 3. Platz (Bronze)                                           |

| Klassement                 | Klassement         | Klassement | Klassement | Klassement | Klassement | Klassement | Klassement | Klassement |
| Platz                      | Name               | MP         | Pkte.      | Aufn.      | GD         | BED        | HS         |            |
| -------------------------- | ------------------ | ---------- | ---------- | ---------- | ---------- | ---------- | ---------- | ---------- |
| 1                          | Klaus Hose         | 10:0       | 1500       | 45         | 33,33      | 42,85      | 183        |            |
| 2                          | Thomas Wildförster | 6:4        | 1221       | 82         | 14,89      | 37,50      | 233        |            |
| 3                          | Norbert Ohagen     | 6:4        | 1175       | 96         | 11,23      | 23,07      | 154        |            |
| 4                          | Peter Sporer       | 4:6        | 1301       | 129        | 10,08      | 12,50      | 78         |            |
| 5                          | Fritz Günther      | 4:6        | 1115       | 136        | 8,19       | 10,34      | 60         |            |
| 6                          | Wolfgang Fischer   | 0:10       | 758        | 100        | 7,58       | –          | 63         |            |
| Turnierdurchschnitt: 12,02 |                    |            |            |            |            |            |            |            |